# Tournoi de tennis de Livingston
Le tournoi de Livingston (New Jersey, États-Unis) est un ancien tournoi de tennis masculin du circuit professionnel ATP, qui précède l'US Open de quelques semaines. 
Ce tournoi a été disputé à 5 reprises, de 1984 à 1989, et il a été remporté uniquement par des Américains en simple.

## Palmarès messieurs

### Simple
| No | Date       | Nom et lieu du tournoi                           | Catégorie | Dotation | Surface    | Vainqueur    | Finaliste         | Score         |  |
| -- | ---------- | ------------------------------------------------ | --------- | -------- | ---------- | ------------ | ----------------- | ------------- |  |
| 1  | 30-07-1984 | North American Open, Livingston                  |           | 75 000 $ | Dur (ext.) | Johan Kriek  | Michael Westphal  | 6-2, 6-4      |  |
| 2  | 22-07-1985 | Volvo Tennis-New Jersey championship, Livingston |           | 80 000 $ | Dur (ext.) | Brad Gilbert | Brian Teacher     | 7-6, 6-4      |  |
| 3  | 21-07-1986 | Volvo Tennis-New Jersey championship, Livingston |           | 85 000 $ | Dur (ext.) | Brad Gilbert | Mike Leach        | 6-2, 6-2      |  |
| 4  | 13-07-1987 | Volvo Tennis-New Jersey championship, Livingston |           | 89 400 $ | Dur (ext.) | Johan Kriek  | Christian Saceanu | 7-6, 3-6, 6-2 |  |
| 5  | 15-08-1988 | Mennen Cup, Livingston                           |           | 93 400 $ | Dur (ext.) | Andre Agassi | Jeff Tarango      | 6-2, 6-4      |  |
| 6  | 07-08-1989 | Swiss Army Knife Open, Livingston                |           | 93 400 $ | Dur (ext.) | Brad Gilbert | Jason Stoltenberg | 6-4, 6-4      |  |

### Double
| No | Date       | Nom et lieu du tournoi                           | Catégorie | Dotation | Surface    | Vainqueurs                    | Finalistes                        | Score         |  |
| -- | ---------- | ------------------------------------------------ | --------- | -------- | ---------- | ----------------------------- | --------------------------------- | ------------- |  |
| 1  | 30-07-1984 | North American Open, Livingston                  |           | 75 000 $ | Dur (ext.) | Scott Davis Ben Testerman     | Paul Annacone Glenn Michibata     | 6-4, 6-4      |  |
| 2  | 22-07-1985 | Volvo Tennis-New Jersey championship, Livingston |           | 80 000 $ | Dur (ext.) | Mike De Palmer Peter Doohan   | Eddie Edwards Danie Visser        | 6-3, 6-4      |  |
| 3  | 21-07-1986 | Volvo Tennis-New Jersey championship, Livingston |           | 85 000 $ | Dur (ext.) | Bob Green Wally Masur         | Sammy Giammalva Jr Greg Holmes    | 5-7, 6-4, 6-4 |  |
| 4  | 13-07-1987 | Volvo Tennis-New Jersey championship, Livingston |           | 89 400 $ | Dur (ext.) | Gary Donnelly Greg Holmes     | Ken Flach Robert Seguso           | 7-6, 6-3      |  |
| 5  | 15-08-1988 | Mennen Cup, Livingston                           |           | 93 400 $ | Dur (ext.) | Grant Connell Glenn Michibata | Marc Flur Sammy Giammalva Jr      | 2-6, 6-4, 7-5 |  |
| 6  | 07-08-1989 | Swiss Army Knife Open, Livingston                |           | 93 400 $ | Dur (ext.) | Tim Pawsat Tim Wilkison       | Kelly Evernden Sammy Giammalva Jr | 7-5, 6-3      |  |